# Последен изход 5
„Последен изход 5“ (на английски: Final Destination 5) е американски свръхестествен филм на ужасите от 2011 г. на режисьора Стивън Куале, по сценарий на Ерик Хайсерър. Той е петия филм от поредицата „Последен изход“ и прелюдия от първият филм и във филма участват Никълъс Д'агосто, Ема Бел, Майлс Фишър, Арлен Ескарпета, Дейвид Коехнер и Тони Тод. Филмът е пуснат по кината на 12 август 2011 г., и на DVD от 27 декември 2011 г. от „Уорнър Брос Пикчърс“ и „Ню Лайн Синема“.